# Вале-да-Аморейра
Вале-да-Аморейра (порт. Vale da Amoreira) — район (фрегезия) в Португалии, входит в округ Сетубал. Является составной частью муниципалитета Мойта. Находится в составе крупной городской агломерации Большой Лиссабон. По старому административному делению входил в провинцию Эштремадура. Входит в экономико-статистический субрегион Полуостров Сетубал, который входит в Лиссабонский регион. Население составляет 12 358 человек на 2001 год. Занимает площадь 2,52 км².